# Morpheis lelex
Morpheis lelex is een vlinder uit de familie van de houtboorders (Cossidae). De wetenschappelijke naam van de soort werd voor het eerst geldig gepubliceerd in 1891 door Dognin.